# Conclave del maggio 1605
Il conclave del maggio 1605 venne convocato a seguito della morte del Papa Leone XI, avvenuta a Roma il 27 aprile 1605.
Si svolse nella Cappella Sistina dall'8 maggio al 29 maggio e, dopo ventisette scrutini, venne eletto papa il cardinale Camillo Borghese, che assunse il nome di Paolo V. L'elezione venne annunciata dal cardinale protodiacono Francesco Sforza.

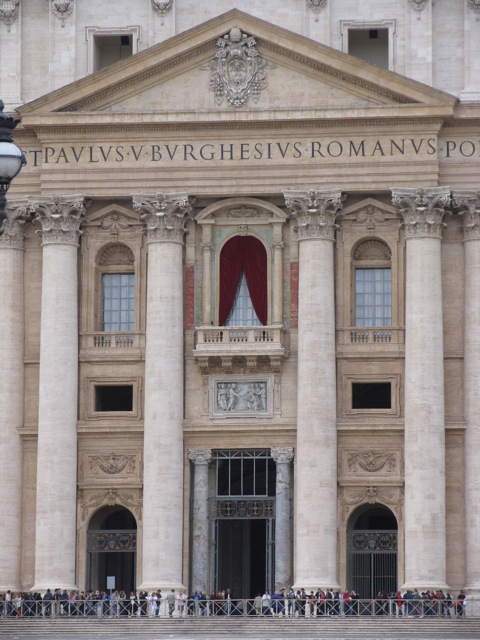
Timpano della basilica di san Pietro, con l'apposizione del nome di Paolo V

## Situazione precedente
Papa Clemente VIII morì nel marzo 1605. I 60 cardinali elettori che si riunirono in conclave per eleggere il suo successore si divisero tra varie fazioni equamente divise tra la fedeltà alla Francia e quella alla Spagna. Oltre alla politica secolare che influenzò quelle elezioni papali, in questo periodo esse furono segnate da una strategia tra le famiglie d'élite per acquisire prestigio e potere. Queste strategie spesso si svolgevano nell'arco di diverse generazioni attraverso il patrocinio, l'accumulo di ricchezze e l'elargizione di favori ai membri della famiglia una volta che ci si aspettava l'elezione di un individuo al papato.
Le fonti dell'epoca del conclave del marzo 1605 elencavano fino a ventuno possibili candidati presi in considerazione dai cardinali, ma gli unici che furono seriamente discussi durante il conclave furono Cesare Baronio e Alessandro Ottaviano de' Medici. Quel conclave vide la Spagna porre il veto su Cesare Baronio dopo il primo scrutinio. Il candidato Medici, infine eletto, subì anche il veto del cardinale che rappresentava la Spagna, ma ciò avvenne dopo l'elezione di Leone XI e i cardinali non ritennero valido il veto. Il conclave di marzo aveva visto le fazioni rivali degli Aldobrandini e dei Montalto incapaci di eleggere al papato un membro di una delle due famiglie; entrambe alla fine si accordarono per eleggere Leone, membro del ramo cadetto dei Medici.
Leone aveva 70 anni al momento della sua elezione e, sebbene in buona salute in precedenza, si ammalò proprio il giorno della sua incoronazione. Morì il 27 aprile 1605, 26 giorni dopo la sua ascesa al papato. Durante la sua malattia, Leone era stato incoraggiato a nominare un cardinale nipote, ma rifiutò di farlo.

## Conclave
Oltre a Leone, un altro cardinale era morto, riducendo a 59 il numero dei porporati elettori nel conclave di maggio. All'inizio del conclave, Alessandro Peretti di Montalto sostenne Antonio Sauli. Un numero significativo di elettori fedeli a Pietro Aldobrandini, cardinal nepote di Papa Clemente VIII, era disposto a sostenere Sauli. Aldobrandini, tuttavia, si oppose all'elezione di Sauli a causa della precedente opposizione di quest'ultimo all'elezione di Clemente e riuscì a impedire a Sauli di raggiungere la maggioranza dei due terzi richiesta per l'elezione.
Aldobrandini si mosse per sostenere Roberto Bellarmino per il papato, ma Bellarmino disse che non avrebbe “sollevato una pagliuzza” per favorire la propria elezione. Anselmo Marzato si oppose a Bellarmino, riuscendo a minare la sua candidatura perché aveva preso una posizione molto pubblica sulla controversia De Auxilliis. Bellarmino subì infine il veto della Spagna, che pose fine alla sua candidatura. Aldobrandini si mosse anche per l'elezione di Domenico Toschi, arrivando a far sì che 38 elettori lo portassero nella Cappella Paolina per essere acclamato papa.
Cesare Baronio, tuttavia, si oppose all'elezione di Toschi e parlò contro di essa, facendo sì che i suoi amici sollecitassero l'elezione di Baronio a papa. Thomas Hobbes riferì in seguito che l'opposizione di Baronio a Toschi si basava sull'uso frequente da parte di Toschi dell'intercalare "cazzo" e che egli esortò i cardinali a non eleggere Toschi per questo motivo. Ciò portò a un alterco fisico tra le due parti che fu udito nelle strade fuori dal conclave. La rissa provocò l'unico caso noto di ferite gravi in un conclave: Alfonso Visconti ebbe diverse ossa rotte.
Dopo l'interruzione, si procedette alla votazione e risultò chiaro che Toschi non aveva il sostegno necessario per l'elezione per due o tre voti. I leader delle fazioni in competizione si riunirono per scegliere un candidato di compromesso e Camillo Borghese fu eletto papa all'unanimità lo stesso giorno. Borghese era stato tra i papabili del conclave che aveva eletto Leone XI, ma all'epoca era considerato troppo giovane per diventare papa. Al conclave di maggio, fu chiaro agli elettori che sarebbe stato l'unico candidato accettabile per tutte le fazioni e venne eletto come candidato di compromesso, prendendo il nome di Paolo V.
Come cardinale, Paolo aveva precedentemente mantenuto la neutralità tra le grandi potenze di Spagna e Francia, che avevano dominato il conclave precedente ed erano presenti anche in quello attuale. Pur essendo stato l'inviato papale in Spagna e ricevendo una pensione da quest'ultima, come cardinale aveva mantenuto un profilo basso ed era percepito come neutrale. A 54 anni, Borghese non era affatto anziano al momento della sua elezione e si prevedeva che avrebbe avuto un lungo papato, non richiedendo un terzo conclave a breve. Visse in effetti fino al 1621, regnando quindi per quasi 16 anni.

## Composizione del Sacro Collegio

### Cardinali presenti in conclave
| Nome                                                     | Paese                                | Titolo                                               | Ruolo | Nascita    | Concistoro        |
| -------------------------------------------------------- | ------------------------------------ | ---------------------------------------------------- | --- | ---------- | ----------------- |
| Tolomeo Gallio                                           | Ducato di Milano                     | Cardinale vescovo di Ostia e Velletri                | Decano del Collegio cardinalizio; Prefetto della Congregazione dei riti | 25/09/1527 | 12 marzo 1565     |
| Giovanni Francesco Biandrate di San Giorgio Aldobrandini | Ducato del Monferrato                | Cardinale presbitero di San Clemente                 | Legato apostolico di Romagna; Vescovo di Faenza | 07/04/1545 | 5 giugno 1596     |
| Alessandro Damasceni Peretti                             | Stato Pontificio                     | Cardinale presbitero di San Lorenzo in Damaso        | Vice-Cancelliere di Santa Romana Chiesa; legato apostolico di Bologna | 1571       | 13 maggio 1585    |
| Girolamo Bernerio, O.P.                                  | Ducato di Ferrara                    | Cardinale vescovo di Albano                          | Prefetto della Congregazione dell'Indice dei libri proibiti; vescovo di Ascoli Piceno                                                                                         | 14/11/1540 | 16 novembre 1586  |
| François de Joyeuse                                      | Regno di Francia                     | Cardinale vescovo di Sabina                          | Arcivescovo metropolita di Rouen; Primate di Normandia; abate commendatario di Saint-Sernin, di Saumur e di Mont-Saint-Michel                                                 | 24/06/1562 | 12 dicembre 1583  |
| Agostino Valier                                          | Repubblica di Venezia                | Cardinale vescovo di Palestrina                      | Vescovo di Verona | 07/04/1531 | 12 dicembre 1583  |
| Cesare Baronio                                           | Stato Pontificio                     | Cardinale presbitero dei Santi Nereo e Achilleo      | Bibliotecario di Santa Romana Chiesa | 30/10/1538 | 5 giugno 1596     |
| Domenico Pinelli                                         | Repubblica di Genova                 | Cardinale vescovo di Frascati                        | Arciprete della basilica liberiana di Santa Maria Maggiore | 21/10/1541 | 18 dicembre 1585  |
| Antonio Maria Gallo                                      | Stato Pontificio                     | Cardinale presbitero di Santa Prassede               | Vescovo di Osimo, protettore del Santuario della Santa Casa di Loreto | 18/10/1553 | 16 novembre 1586  |
| Lorenzo Bianchetti                                       | Stato Pontificio                     | Cardinale presbitero di San Lorenzo in Panisperna    | auditore della Sacra Rota | 12/09/1545 | 5 giugno 1596     |
| Francisco de Ávila y Guzmán                              | Regno di Spagna                      | Cardinale presbitero di Santa Croce in Gerusalemme   | Commissario generale della Crociata | 1548       | 5 giugno 1596     |
| Francesco Mantica                                        | Repubblica di Venezia                | Cardinale presbitero di Santa Maria del Popolo       | Uditore del Tribunale della Rota Romana | 20/03/1534 | 5 giugno 1596     |
| Pompeo Arrigoni                                          | Stato Pontificio                     | Cardinale presbitero di Santa Balbina                | Cardinale protettore dell'Almo Collegio Capranica | 02/03/1552 | 5 giugno 1596     |
| Antonio Maria Sauli                                      | Repubblica di Genova                 | Cardinale presbitero di Santa Maria in Trastevere    | Arcivescovo metropolita emerito di Genova | 1541       | 18 dicembre 1587  |
| Bonifazio Bevilacqua Aldobrandini                        | Ducato di Modena e Reggio            | Cardinale presbitero di San Girolamo dei Croati      | Prefetto della Congregazione della Sacra Consulta; legato apostolico di Perugia e dell'Umbria; vescovo di Cervia                                                              | 04/04/1571 | 3 marzo 1599      |
| Alfonso Visconti                                         | Ducato di Milano                     | Cardinale presbitero di San Sisto                    | Vescovo di Spoleto | 1552       | 3 marzo 1599      |
| Ottavio Bandini                                          | Granducato di Toscana                | Cardinale presbitero di Santa Sabina                 | Arcivescovo metropolita di Fermo | 25/10/1558 | 5 giugno 1596     |
| Anne de Perusse d'Escars de Giury                        | Regno di Francia                     | Cardinale presbitero di Santa Susanna                | Vescovo di Lisieux | 29/03/1546 | 5 giugno 1596     |
| Domenico Toschi                                          | Ducato di Modena e Reggio            | Cardinale presbitero di Sant'Onofrio                 | Vescovo di Tivoli; vice-camerlengo della Camera Apostolica | 11/06/1535 | 3 marzo 1599      |
| Paolo Emilio Zacchia                                     | Stato Pontificio                     | Cardinale presbitero di San Marcello                 | Prefetto della Congregazione del Concilio; vescovo di Corneto e Montefiascone                                                                                                 | 1554       | 3 marzo 1599      |
| Roberto Bellarmino                                       | Granducato di Toscana                | Cardinale presbitero di Santa Maria in Via           | Arcivescovo metropolita di Capua | 04/10/1542 | 3 marzo 1599      |
| François d'Escoubleau de Sourdis                         | Regno di Francia                     | Cardinale presbitero dei Santi XII Apostoli          | Arcivescovo metropolita di Bordeaux; abate commendatario di La Roë | 25/10/1574 | 3 marzo 1599      |
| Flaminio Piatti                                          | Ducato di Milano                     | Cardinale presbitero di Santa Maria della Pace       | uditore della Sacra Rota | 11/07/1552 | 6 marzo 1591      |
| Camillo Borghese                                         | Stato Pontificio                     | Cardinale presbitero di San Crisogono; eletto papa   | Segretario della Congregazione della Romana e Universale Inquisizione; Vicario generale di Sua Santità per la Diocesi di Roma                                                 | 24/02/1536 | 5 giugno 1596     |
| Séraphin Olivier-Razali                                  | Regno di Francia                     | Cardinale presbitero di San Salvatore in Lauro       | Patriarca titolare di Alessandria | 02/08/1538 | 9 giugno 1604     |
| Filippo Spinelli                                         | Regno di Napoli                      | Cardinale presbitero di San Bartolomeo all'Isola     | Vescovo di Policastro | 1566       | 9 giugno 1604     |
| Benedetto Giustiniani                                    | Repubblica di Genova (Isola di Chio) | Cardinale presbitero di Santa Prisca                 | Legato apostolico della Marca Anconitana | 05/06/1554 | 16 novembre 1586  |
| Carlo Conti                                              | Stato Pontificio                     | Cardinale presbitero                                 | Vescovo di Ancona e Numana | 28/08/1556 | 9 giugno 1604     |
| Carlo Gaudenzio Madruzzo                                 | Principato vescovile di Trento       | Cardinale presbitero                                 | Principe-vescovo di Trento | 1562       | 9 giugno 1604     |
| Jacques du Perron                                        | Regno di Francia                     | Cardinale presbitero di Sant'Agnese in Agone         | Vescovo di Évreux | 25/11/1556 | 9 giugno 1604     |
| Innocenzo Del Bufalo-Cancellieri                         | Stato Pontificio                     | Cardinale presbitero di San Tommaso in Parione       | Vescovo di Camerino | 1566       | 9 giugno 1604     |
| Odoardo Farnese                                          | Stato Pontificio                     | Cardinale diacono di Sant'Eustachio                  | Abate commendatario di Grottaferrata | 08/12/1573 | 6 marzo 1591      |
| Ottavio Acquaviva d'Aragona                              | Regno di Napoli                      | Cardinale presbitero dei Santi Giovanni e Paolo      | Legato apostolico di Avignone | 1560       | 6 marzo 1591      |
| Giovanni Dolfin                                          | Repubblica di Venezia                | Cardinale presbitero di San Matteo in Merulana       | Vescovo di Vicenza | 15/12/1545 | 9 giugno 1604     |
| Giacomo Sannesio                                         | Stato Pontificio                     | Cardinale presbitero di Santo Stefano al Monte Celio | Segretario della Congregazione della Sacra Consulta | 20/06/1560 | 9 giugno 1604     |
| Franz Seraph von Dietrichstein                           | Arciducato d'Austria                 | Cardinale presbitero di San Silvestro in Capite      | Vescovo di Olomouc | 22/08/1570 | 3 marzo 1599      |
| Erminio Valenti                                          | Stato Pontificio                     | Cardinale presbitero di Santa Maria in Traspontina   | protonotario apostolico | 24/12/1564 | 9 giugno 1604     |
| Federico Borromeo                                        | Ducato di Milano                     | Cardinale presbitero di Santa Maria degli Angeli     | Arcivescovo metropolita di Milano | 18/08/1564 | 18 dicembre 1587  |
| Girolamo Pamphili                                        | Stato Pontificio                     | Cardinale presbitero di San Biagio dell'Anello       | Decano emerito della Rota Romana | 21/05/1545 | 9 giugno 1604     |
| Antonio Zapata y Cisneros                                | Regno di Spagna                      | Cardinale presbitero                                 | Arcivescovo metropolita di Burgos | 08/10/1550 | 09/06/1604        |
| Ottavio Paravicini                                       | Stato Pontificio                     | Cardinale presbitero dei Santi Bonifacio e Alessio   | Vescovo emerito di Alessandria | 11/07/1552 | 6 marzo 1591      |
| Giovanni Evangelista Pallotta                            | Stato Pontificio                     | Cardinale presbitero di San Lorenzo in Lucina        | Arciprete della Basilica di San Pietro in Vaticano; presidente della Fabbrica di San Pietro                                                                                   | 06/02/1548 | 18 dicembre 1587  |
| Ferdinando Taverna                                       | Ducato di Milano                     | Cardinale presbitero di Sant'Eusebio                 | Legato apostolico della Marca Anconitana | 1558       | 9 giugno 1604     |
| Domenico Ginnasi                                         | Stato Pontificio                     | Cardinale presbitero                                 | Arcivescovo metropolita di Manfredonia; Nunzio apostolico in Spagna | 19/06/1551 | 9 giugno 1604     |
| Anselmo Marzato, O.F.M.Cap.                              | Regno di Napoli                      | Cardinale presbitero di San Pietro in Montorio       | Procuratore generale dell'Ordine dei Cappuccini | 16/11/1557 | 9 giugno 1604     |
| Gregorio Petrocchini                                     | Stato Pontificio                     | Cardinale presbitero di Sant'Agostino                | Camerlengo del Collegio Cardinalizio | 20/02/1536 | 20 dicembre 1589  |
| Cinzio Passeri Aldobrandini                              | Stato Pontificio                     | Cardinale diacono di San Giorgio in Velabro          | Sovrintendente generale dello Stato Ecclesiastico; prefetto del Supremo Tribunale della Segnatura Apostolica; kegato apostolico di Avignone                                   | 1551       | 17 settembre 1593 |
| Francesco Maria Tarugi                                   | Granducato di Toscana                | Cardinale presbitero di Santa Maria sopra Minerva    | Arcivescovo metropolita di Siena | 27/08/1525 | 5 giugno 1596     |
| Mariano Pierbenedetti                                    | Stato Pontificio                     | Cardinale presbitero dei Santi Marcellino e Pietro   | Vescovo emerito di Martirano | 1538       | 20 dicembre 1589  |
| Paolo Emilio Sfondrati                                   | Ducato di Milano                     | Cardinale presbitero di Santa Cecilia                | Prefetto emerito del Supremo Tribunale della Segnatura Apostolica | 21/03/1560 | 19 dicembre 1590  |
| Pietro Aldobrandini                                      | Stato Pontificio                     | Cardinale presbitero di San Pancrazio fuori le mura  | Camerlengo di Santa Romana Chiesa; sovrintendente generale dello Stato Ecclesiastico; Legato apostolico di Ferrara; arcivescovo metropolita di Ravenna; Penitenziere maggiore | 31/03/1571 | 17 settembre 1593 |
| Francesco Sforza                                         | Ducato di Parma e Piacenza           | Cardinale diacono di Santa Maria in Via Lata         | Cardinale protodiacono | 06/11/1562 | 12 dicembre 1583  |
| Francesco Maria Bourbon del Monte Santa Maria            | Repubblica di Venezia                | Cardinale presbitero di Santa Maria in Ara Coeli     | relatore tribunale della Segnatura Apostolica | 05/07/1549 | 14 dicembre 1588  |
| Giovanni Antonio Facchinetti de Nuce                     | Stato Pontificio                     | Cardinale presbitero dei Santi Quattro Coronati      | nipote di Innocenzo IX | 10/03/1575 | 18 dicembre 1591  |
| Bartolomeo Cesi                                          | Stato Pontificio                     | Cardinale diacono di Santa Maria in Portico Octaviae | Governatore di Benevento | 1566       | 5 giugno 1596     |
| Andrea Baroni Peretti Montalto                           | Stato Pontificio                     | Cardinale diacono di Sant'Angelo in Pescheria        | nipote di Sisto V | 29/12/1572 | 5 giugno 1596     |
| Alessandro d'Este                                        | Ducato di Modena e Reggio            | Cardinale diacono di Santa Maria Nuova               | Governatore di Tivoli | 19/08/1562 | 3 marzo 1599      |
| Giovanni Battista Deti                                   | Ducato di Modena e Reggio            | Cardinale diacono di Santa Maria in Cosmedin         | | 16/02/1580 | 3 marzo 1599      |
| Silvestro Aldobrandini, O.S.Io.Hieros.                   | Stato Pontificio                     | Cardinale diacono di San Cesareo in Palatio          | Gran priore di Roma del Sovrano Militare Ordine di Malta | 1587       | 17 settembre 1603 |
| Giovanni Doria                                           | Repubblica di Genova (Isola di Chio) | Cardinale diacono di Sant'Adriano al Foro            | | 24/03/1573 | 9 giugno 1604     |
| Carlo Emmanuele Pio di Savoia                            | Ducato di Modena e Reggio            | Cardinale diacono di San Nicola in Carcere           | | 05/01/1585 | 9 giugno 1604     |

### Non presenti al Conclave
1. Ascanio Colonna
2. Pierre de Gondi
3. Charles de Lorraine-Vaudémont
4. Fernando Niño de Guevara
5. Bernardo Sandoval Rojas
6. Bernard Maciejowski